# 養父村
養父村（やぶむら）は、かつて愛知県知多郡にあった村。
現在の東海市南部（養父町など）である。

## 歴史
現・東海市養父町周辺は、平安中期には既に藪荘と呼ばれていた。釈迦御堂古墳が存在したことや968〜970年（安和年間）に仙養山三十六院の本坊である安楽寺が草建されたことから、古くから集落があったことは確実である。
- 1876年（明治9年） - 地租改正に伴い、横須賀村（町方、高横須賀）と合併し、龍岡村となる。同年、横須賀村に改称。
- 1882年（明治15年） - 横須賀村から旧・藪村の地域が、養父村として分立する。
- 1889年（明治22年）10月1日 - 町村制により、養父村が発足。養父村役場設置。
- 1906年（明治39年）5月1日 - 横須賀町、加木屋村、高横須賀村、大田村と合併し、横須賀町発足。同日養父村は廃止。